# Paul Fiévet
Paul Fiévet, né le 11 décembre 1892 à Valenciennes et mort le 15 mars 1980 à Fontainebleau, est un pianiste, compositeur et chef d'orchestre français.

## Biographie
On lui doit plus de 140 compositions pour piano dont des musiques de chansons sur des paroles, entre autres, de Marcel Charpaux, Théodore Botrel, Théodore de Banville, Béranger, Pierre Louÿs ou Paul Verlaine.